# Turnișor
Turnișor (deutsch Neppendorf, ungarisch Kistorony) ist ein Dorf in der Region Siebenbürgen in Rumänien. Administrativ ist es seit 1950 ein eingemeindeter Teil von Hermannstadt (Sibiu).

## Geschichte
Die Siedlung wurde im 13. Jahrhundert von siebenbürgisch-sächsischen Einwanderern gegründet. Im 18. Jahrhundert dezimierten erst die Kurutzenkriege und später die Pest die Einwohner des Dorfes, so dass viele Häuser und Höfe unbewohnt blieben.

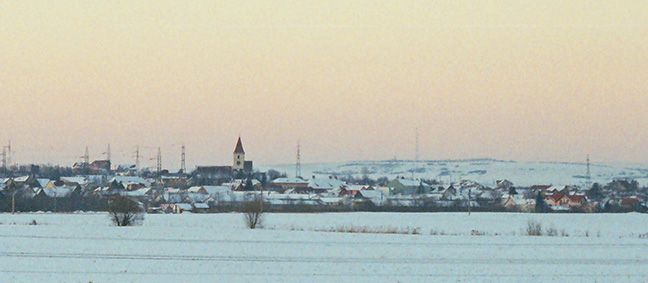
Abendstimmung über Turnișor im Winter (2005)

Ab 1734 wurden in Neppendorf – wie auch Großau und Großpold – aus dem Salzkammergut und Kärnten stammende Protestanten (sogenannte Landler) angesiedelt, die aus ihrer Heimat vertrieben worden waren. Ihre zum Teil bis heute hier ansässigen Nachkommen unterscheiden sich durch Brauchtum, Mundart und Tracht von den in den umliegenden Ortschaften der Region lebenden Siebenbürger Sachsen.

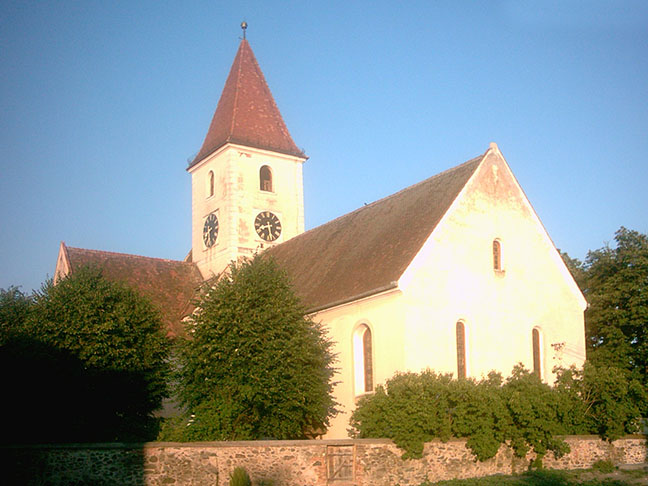
Die evangelische Kirche von Neppendorf

## Sehenswürdigkeiten und Gebäude
- Evangelische Kirche, erster Bau im 13. Jahrhundert, danach immer wieder Um- und Neubauten, 1911 letzter umfassender Umbau
- Evangelische Akademie Siebenbürgen (EAS), Grundsteinlegung 1997
- Landler-Museum
- Palast des „Zigeunerkaisers“ der Roma

### Kirchenburg
Die Anlage wurde Ende des 12. Jahrhunderts errichtet. Eigenartig ist der massive Vierungsturm mit 3 m dicken Mauern, an dies sich im Osten ein Chorquadrat mit Halbkreisapsis anschließt und im Norden und Süden je eine Seitenkapelle.  Die heutige Form erhielt die Kirche 1911, als die Kirche nach Western erweitert wurde. Dabei wurden romanische Seitenschiffe abgetragen, das Kirchenschiff eingewölbt und der Glockenturm umgebaut. Der heutige Turm hat nur die halbe Breite des Vierungsturms. Die Ausstattung der Kirche ist barock. Vom Bering mit unregelmäßigem Grundriss sind Reste vorhanden.

### Kirchenmuseum
Das Museum geht auf die 250-Jahr-Feier der Zuwanderung der Landler zurück und wurde 2007 neugestaltet. Die Museumsräume befindet sich auf zwei Etagen im nördlichen Querschiff der Kirche.

## Verkehr
Neppendorf liegt an der Nationalstraße DN1. Mitte des 20. Jahrhunderts war der Ort über eine Straßenbahn mit Hermannstadt verbunden. Am westlichen Ortsrand von Neppendorf befindet sich der Flughafen von Hermannstadt.

## Persönlichkeiten
- Hellmut Klima (1915–1990), Historiker und evangelischer Pfarrer
- Iulian Rădulescu (1938–2017), selbsternannter „König“ der Roma[3]
- Florin Cioabă (1954–2013), „König“ der Roma